# Whippingham

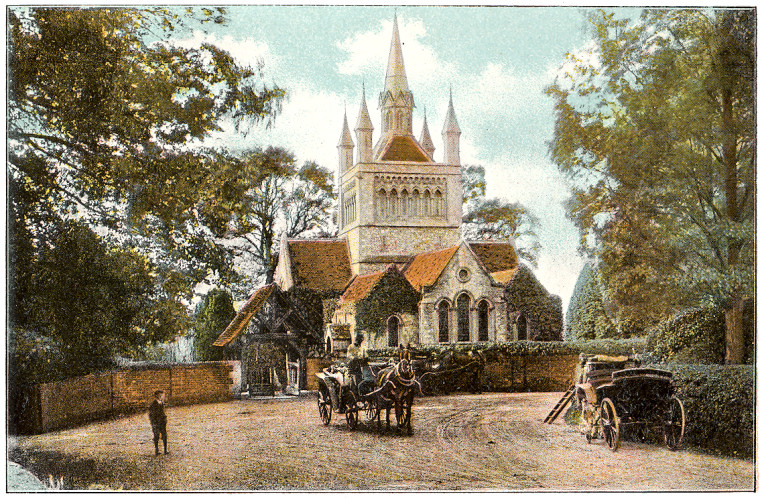
La Iglesia de Santa Mildred en Whippingham.

Whippingham es un pequeño pueblo y parroquia civil situado en la isla de Wight —uno de los condados de Inglaterra—. Se encuentra localizado cerca del puerto de transbordadores East Cowes. Este pueblo se desarrolló principalmente alrededor de la iglesia sajona de Santa Mildred. Durante la época victoriana se incrementó el desarrollo y turismo en la isla, de alguna forma influenciado por el hecho de que la Reina Victoria pasaba largas temporadas en Osborne House, su residencia local.
La Iglesia de Santa Mildred resultaba muy pequeña cuando la reina y toda su comitiva se encontraban de visita en la comunidad, por este motivo el Príncipe Alberto comisionó en 1854 al arquitecto Albert Jenkins Humbert para llevar a cabo una ampliación. La princesa Victoria de Hesse-Darmstadt fue sepultada en terrenos de la iglesia en 1950, donde también había sido sepultado su marido el príncipe Luis de Battenberg —Luis Mountbatten 1.er. marqués de Milford Haven— en 1921.